# Militära grader i Lettland

## Officerare
|                                  |                            |                                  |                   |                                  |              |                  |                        |                  |
| Ģenerālleitnants Generallöjtnant | Ģenerālmajors Generalmajor | Brigādes Ģenerālis Brigadgeneral | Pulkvedis Överste | Pulkvežleitnants Överstelöjtnant | Majors Major | Kapteinis Kapten | Virsleitnants Löjtnant | Leitnants Fänrik |

## Specialistofficerare, gruppchefer och soldater
|                                             |                                   |                               |                              |                   |                  |                         |                |
| Augstākais virsseržants Regementsförvaltare | Galvenais virsseržants Förvaltare | Štāba virsseržants Fanjunkare | Virsseržants Förste sergeant | Seržants Sergeant | Kaprālis Korpral | Dižkareivis Vicekorpral | Kareivis Menig |